# تنها چیزی که نیاز داری عشق است
«تنها چیزی که نیاز داری عشق است» (به انگلیسی: All You Need Is Love) تک‌آهنگی از بیتلز است که در سال ۱۹۶۷ میلادی منتشر شد.
این تک‌آهنگ در چارت‌های ، اتریش، نروژ در رتبه اول و در چارت‌های فلاندرز جزو ده ترانه اول قرار گرفت.